# Јустинијанова куга
Јустинијанова куга била је пандемија бубонске куге (лат. pestis) која је захватила Византијско царство, а потом и остатак света у 6. веку. Према ставовима историчара медицине била је то прва пандемија бубонске куге која харала у периоду од 541—542. године. Процењује се да је усмртила између 30 и 50 милиона људи - скоро половину светске популације широм Азије, Северне Африке, Арапског полуострва и Европе. „Црна смрт“ или друга велика пандемија куге слична по последицама Јустинијановој догодила се неких 800 година касније, усмртивши 50 милиона Европљана само између 1347. и 1351. године. Разлика између ове две највеће пандемије куге у свеукупној историји човечанства, од којих је свака била одговорна за смрт скоро половине Европљана у времену када су избиле - узроковане су посебном врстом истог патогена, једног који је сам нестао и другог који је довео до светске пандемије у 14. веку и поново се појавио крајем 1800-их година.

## Порекло назива
Савремени историчари ову пандемију бубонске куге назвали су по источном римском цару Јустинијану I, који је владао у периоду масовне пандемије. И сам Јустинијан се заразио кугом, али је имао срећу да буде међу ретким болесницима који су преболели болест.

## Основни појмови о куги
Куга је једна од најопаснијих, епидемијских, акутних векторски заразних болести, која иако је била позната више од хиљаду година (углавном по страховитих последица), њен узрочник откривен је тек крајем 19. века, од стране двојице бактериолога - Јапанца Шибасабуре Китасатоа и Швајцараца Алекандра Јерсин. Они су уз помоћ микроскопа године 1894. први пут изоловали бацил куге, који је по једном од научника назван Јерсинија пестис, позната под називом и Пастурела пестис (Yersinija pestis-Pasteurella pestis).
Бацил куге који примарно живи на дивљим глодарима, заједно се бувом која паразитира на тим глодарима представљају вектор преноса заразе. Људска бува (pulex irritans) обично не представља опасност, јер готово никад не постаје преносилац, међутим врста буве (xenopsylla cheopsis), која живи на малим глодарима, најчешћи је и главни преносилац куге. Инкубација траје од 2 до 15 дана, најчешће 4-5 дана у зависности од облика болести.
Најчешћи је бубонски (жлездани) облик који се карактерише појавом отока лимфних жлезди - бубона у пределима пазуха и препона (понекад и врата) и стварањем карбункула на кожи. Овај облик куге смртоносан је у 30-75% случајева. Други је плућни облик куге (понекад се назива и капљични), који је знатно ређи и манифестује се снажном упалом плућа, температуром и крвавим кашљем. Редовно завршава смрћу у 95%случајева. Трећи облик куге је септични облик, који се карактерише високом и наглом температуром и инфекцијом крви, након које, скоро редовно, смрт наступа врло брзо.
Као епидемијска болест куга је одавно нестала из Европе, али и даље тиња у појединим жариштима широм света. Многе непознанице везане за њу су решене и узрочник је познат. Примарни вектор одговоран за масовно ширење куге је мишја бува, која узрочника куге примарно шири међу глодарима, а преко њих и међу људима. Интерхумани пренос капљичном инфекцијом је редак и данас се лечи антибиотицима, а произведене су и вакцине, које успешно штите против куге.
Сматра се да су историји човечанства постојале три велике пандемије;
- Прва — која је започела у 6. веку, око 540. године у Византијском царству за владавине цара Јустинијана
- Друга (позната као "Црна смрт") — јавила се половином 14. века и од које је умрла трећина европске популације
- Трећа — која се проширила из Кине у Хонгконг крајем 19. века. Од ње су у Кини и Индији умрли милиони људи.[6][7][8][9]

Такође, у литератури се наводи да је до 1500. године, било 109 епидемија куге, од чега је 45 епидемија било од 1500. до 1720. године.

## Геном Јустинијанове куге
Користећи савремене методе, научници многобројних универзитета, укључујући Универзитет у Северној Аризони и Универзитет у Сиднеју, изоловали су ДНК фрагменте куге из 1.500 година старих зуба двеју жртава Јустинијанове куге, сахрањених гробљу у немачком граду Ашхајму, које су преминуле у касном стадијуму епидемије када је она стигла до Јужне Баварске у Немачкој, вероватно између 541. и 543. године.
Уз помоћ ових фрагменте, генетичари су реконструисали геном „најстарије бактерије“ узрочника куге (лат. Yersinia pestis), и упоредили га са базом генома више од стотину савремених врста. Показало се да је врста одговорна за избијање Јустинијанове куге еволуциони „ћорсокак“ и да се ова врста бактерија разликује од врста бактерија изазивача пандемије „Црне смрти“ и других пандемија куге које су уследиле након 8. века. Ово су уједно и најстарији геноми патогена који су добијени до данас.
Научници сматрају да ова генетска истраживања могу довести до бољег разумевања динамика настанка и развоја савремених инфективних болести, укључујући облике куге, од које и данас на глобалном нивоу умире на хиљаде људи сваке године.

## Прва фаза - епидемије
Претпоставља се да је извор епидемије био у Етиопији (која се сматра резервоаром куге) или Египту. Прва доказана епидемија куге почела је 541. године у Египту у луци Пелусијум одакле се проширила у Александрију и широм Египта, затим у Палестину. Одатле је болест донета бродовима који су довозили жито из Египта, у Цариград, јер су у житу били болесни пацови који су потом заразили град. Следећи фактор у ширењу заразе у Цариграду била су велики амбари жита у којима се популација пацовских бува, преносилаца куге, неометано размножавала.
Из Цариграда епидемија се убрзо проширити по целој Европи (све до њених западних граница Данске и Ирске), северној Африци, Блиском истоку, Персији и јужној Азији. Сматра се да куга није поштедела ни једно место, где је боравио човек, ни острво, ни пећину, нити горски врх.....
Византијски писац Прокопије који је живео током епидемије међу првима је послао вест о куги, која је послата из града Пелусијума, недалеко од Суеца. Касније је забележио да је током епидемије у Цариграду сваког дана умирало 10.000 људи, док други историчари, савременици, спомињу бројку од 5.000 мртвих дневно током врхунца епидемије. Како у таквим условима није било довољно места за сахрањивање мртвих, али и довољно гробара, тела су лежала остављена на отвореном, што је још више погодовало ширењу заразе.
Византијски друштвени систем нашао се у проблемима око решавања питања наслеђивања умрлих, тако да је у тим условима Јустинијан донео нове законе како би барем то било решено.

## Друга фаза - пандемија
Након првог смртоносног похода од 541. до 542. године епидемија је прерасла у пандемију која се враћала неколико генерацију све до 750. године.
Сматра се да је пандемија куге усмртила 100 милиона становника наше планете или до 40% становника Цариграда, као и четвртину становника Византијског царства, а трајала је 200 година. Тај број ће неки историчари као Josiah C. Russell још више увећавају, сматрајући да је европска популација у пандемији ове пошасти изгубила 50% - 60% од целокупног становништва.
Јустинијанова куга је задња пандемија класичне епохе, која је нестала крајем 8. века да би се поново јавила средином 14. века.

## Политичке последице Јустинијанове куге
Током првог дела Јустинијанове владавине дошло је до покушаја ослобађања Западних префектура Римског царства. У кратком временском периоду од само 7 година (533–540) римска војска успешно је напада Вандалско краљевство, а потом и краљевство Острогота. У тим ратовима ослобођен је део Римске Африке, Сардинија, Корзика, Сицилија, Далмација и цела Италија јужно од реке По.
Прва последица
Након избијања епидемије Царство осим губитака у људству губило је значајне и пореске приходе са којима је политички апарат и финансирана војска тако да се практично добијени рат претворио у дуге исцрпљујуће борбе које ће трајати још 15 година и са којима ће се полако губити идеја о ослобађању свих провинција које су запосели варвари.
Друга последица
Друга нежељена појава била је уједињење Арапа који су 7. веку под јединственом муслиманском вером напали Византију и Персију, које су биле ослабљене, мање међусобним ратовима, него Јустинијановом кугом и у тим сукобима побеђују у касније вођеним византско-арапским ратовима.
Трећа последица
Трећа нежељена последица ширење болести широм лучких градова по Средоземљу дала је Готима нове могућности у рату против Византије. Куга је ослабила Византију до те мере да кад су Јустинијанове војске практично вратиле целу Италију и западну средоземну обалу, пропала је могућност освајања и реформисања Западног римског царства и његовог уједињења са Источним под једним владаром, по први пут након 395. године.